# Prószyński Media
Prószyński Media – polskie wydawnictwo z siedzibą w Warszawie.

## Opis
Przedsiębiorstwo powstało w 2002 roku. Ma status spółki z ograniczoną odpowiedzialnością. Od 2002 roku zajmuje się wydawaniem czasopism, a od 2008 także książek. Zaczęło działalność od przejęcia „Nowej Fantastyki“, pierwszego polskiego miesięcznika poświęconego fantastyce (ukazującego się od 1982), oraz od uruchomienia „Tak mieszkam“, nowego pisma o urządzaniu wnętrz. W 2004 od Agory odkupiło „Wiedzę i Życie“, jedno z najstarszych czasopism popularnonaukowych wydawanych w Polsce (od 1926). W grudniu 2008 przejęło dział książek (w praktyce całą działalność) od wydawnictwa Prószyński i S-ka SA, a w październiku 2009 połączyło się z tym wydawnictwem. W procesie łączenia było spółką przejmującą. Spółka Prószyński i S-ka SA przestała istnieć, a wydawnictwo Prószyński Media stało się jej prawnym następcą. 
Mieczysław Prószyński jest głównym udziałowcem (z sześciu) i skupia w swoim ręku 53,6% udziałów. Jest jednocześnie jednym z wiceprezesów zarządu wydawnictwa. Prezesem jest Maciej Makowski, który posiada 15,1% udziałów.

## Portfolio
- Nowa Fantastyka – miesięcznik, pierwsze polskie czasopismo poświęcone fantastyce
- Świat Nauki – miesięcznik popularnonaukowy, polskie wydanie Scientific American (do 2021 r.)[2]
- Wiedza i Życie – miesięcznik popularnonaukowy (do 2020 r.)[3]